# 菲利普·菲尔斯特
菲利普·菲尔斯特（德語：Philipp Fürst，1936年11月8日—2014年11月6日），德国男子竞技体操运动员。他曾获得1964年夏季奥运会体操比赛男子团体全能铜牌。他也参加了1960年夏季奥运会。